# 清水霊園イスラーム墓地
清水霊園イスラーム墓地（しみずれいえんイスラームぼち、Shimizu Islamic Cemetery）は、静岡県静岡市清水区にあるイスラム教の霊園である。
境内には高さ20mの仏像（観自在菩薩像）があり、新東名高速道路からも至近距離に当たる。偶像崇拝を禁じるイスラム教墓地に仏像が存在するのは、以前はこの土地に仏教の墓地があった名残とされている
2010年にイスラム教の埋葬工法として衛生的かつ埋葬時の安全性のあるコンクリート構造の埋葬システムを勝澤洋が考案し日本で初めて清水霊園イスラーム墓地で施工したとされる。

## 関連文献
- 大澤広嗣「清水霊園イスラーム墓地と宗教法人」『季刊清水』第49巻、戸田書店、2016年12月、40-43頁。